# Poveda (pel·lícula)
Poveda és una pel·lícula de Pablo Moreno estrenada el 2016 sobre la vida de Pedro Poveda.
És un biopic sobre un sacerdot que es va dedicar a l'acció social, a fomentar l'educació universitària de les dones i a fundar la Institució Teresiana. La pel·lícula està produïda per Goya Producciones i Three Columns Entertainment. El rodatge es va fer Ciudad Rodrigo, Guadix, Covadonga, Madrid i Salamanca. L'actor protagonista va ser Raúl Escudero i una de les actrius fou Elena Furiase, que va fer de Pepita Segovia. Es va estrenar a Roma. Esdevingué una de les 10 pel·lícules espanyoles més vistes de l'any segons les dades de comScore del 17 març del 2016. Va ser una de les pel·lícules escollides pel Ministeri de Cultura per fomentar la igualtat de gènere, va guanyat el premi a millor pel·lícula del Festival Mirabile Dictu 2016, i va presentar 30 candidatures als premis Goya.